# Chelidozoum pararium
Chelidozoum pararium är en mossdjursart som beskrevs av Gordon och Jean-Loup d'Hondt 1991. Chelidozoum pararium ingår i släktet Chelidozoum och familjen Petalostegidae. Inga underarter finns listade i Catalogue of Life.